# Cantó d'Agde

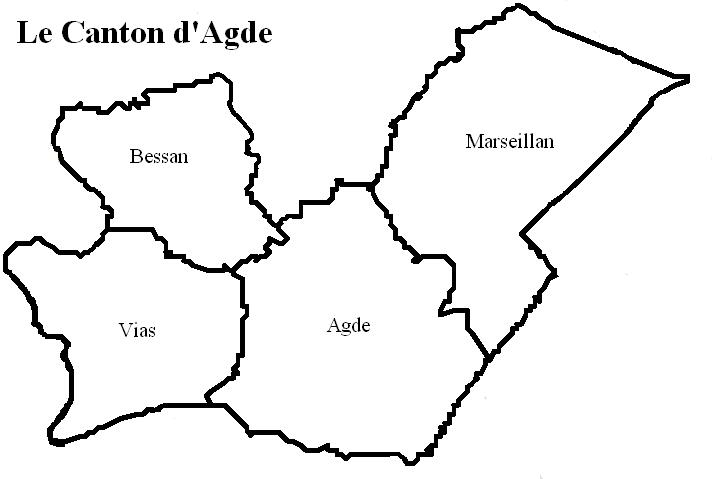
El cantó d'Agde.

El cantó d'Agde és un cantó francès del departament de l'Erau, a la regió d'Occitània. Forma part del districte de Besiers, té 5 municipis i el cap cantonal és Agde.

## Municipis
- Agde
- Beçan
- Marcilhan
- Portiranhas
- Viàs